# Demons (Remix EP)
Demons (Remix EP) је студијски ЕП Луке Ивановића (Чачак, 18. мај 1992. године), познатијег под својим уметничким именом Luke Black. Лука је српски кантаутор. Осим ауторском музиком, бави се и аудио продукцијом и режијом сопствених наступа и музичких спотова. Овај ЕП је објављен након успеха истоименог сингла.

## Детаљи
После успеха издања ЕП "Thorns", турнеје по Кини и сарадње на Вензином синглу "Seek & Hide", Лука је представио ново издање - ЕП који садржи 5 ремикса његовог сингла "Demons".
Хрватски ди-џеј и продуцент Бени Дуцент који је аутор једног ремикса испричао је у интервјуу: 
На прву ми је трака Demons била занимљива, али сам желео да је узмем мало више у Deep house стилу. У процесу је глас спуштен ниже, досвиране су гитаре и интегрирани мало природнији инструменти, али још увек с нагласком на електроничку плесну музику. Драго ми је да сам био део овог процеса!".
О песмама и ЕП Лука је рекао у интервјуима
Дуго сам се борио са демонима, тражећи инспирацију на погрешном месту, у другим културама, анализирајући проблеме на све могуће начине осим оних који су мени блиски. Када сам схватио да да све што ми треба могу пронаћи ту где јесам, кренуо сам истраживати место одакле потичем”.
Пролазио сам кроз период у свом животу у којем сам одражавао све што сам радио до тог тренутка у животу и схватио сам да сам дозволио својој амбицији да ме заслепи на начин да нисам могао да видим ствари које се дешавају, па сам написао песма о томе да будете захвални за оно што имате и да отерате негативне мисли.
За овај ЕП креиран је и посебан видео за ремикс Demons (DJ Lil Taty Remix) ft. ZojaB, објављен 5. децембра 2016. године. Како се наводи у чланцима о овом музичком пројекту ријеч је о комбинацији различитих музичких жанрова (Dancehall, Dembow, Riddim, Tribal) по којима је и познат  karakteristične DJ Lil Taty. Уз Луку на ремиксу и видеу чује и Зоја Боровчанин, певачица дуета Лира Вега из Београда. Видео је настаи у сарадњи са фотографом Василијем Вујовићем (VASSO) из Суботице који је радио са њим и на другим видеима и аутор је фотографија које илустурују визуелни идентитет пројекта.

## Песме
ЕП садржи 5 ремикса песме Demons укуног трајања 22 минута и 32 секунде. Подаци о албуму су припремљени на основу изворног материјала.

## Особље које је радило на песмама
У овом ЕП је пет ремикса Лукине најпопуларније песме Demons, а све их је направило пет музичких продуцената са јединственим звуком.
- Neco је продуцент из Данске, живи и ради у Бечу. Студије је завршио у Лондону (Music Management and Studio Productions). Сарађивао је са многим познатим продуцентима као што су: Ekali, Salute, Sam Galleitry и др.
- Beni Ducent је продуцент и DJ из Осијека, Хрватске. На музичкој сцени је од 2000. године. У продукцији се највише бави комерцијалнијим звуком који се ослања на Хаус музику. Године 2008. отворио је EMI Institute, своју школу музичке продукције, познату и у региону.
- LULU DJ и продуцент из Београда, еклектничног стила.
- Otto von Disco (Марко Магазин) DJ и продуценту из Новог Сада којем је ово први званично објављени ремикс. Ради на Dance Arenа највећег српског фестивала.
- DJ Lil Taty је продуцент и DJ из Београда, Србије. У наступу користи многе жанрове. Оснивач је серијала клупских журки у Београду под називом МУРК, где се промовише нова ауторска музика.
- ZojaB, пуним именом Зоја Боровчанин, певачица из Београда са дугим искуством на музичкој сцени. Члан је алтернативног театра „Позориште шешира“, неколико београдских алтернативних музичких група, а од 1998. године наступа у дуету Лира Вега.